# بارك جين جو
بارك جين جو (بالكورية: 박진주)‏ هي ممثلة كورية جنوبية، ولدت يوم 24 ديسمبر 1988 في غوانغجو في كوريا الجنوبية.

## روابط خارجية
- بارك جين جو على موقع IMDb (الإنجليزية)
- بارك جين جو على موقع ميوزك برينز (الإنجليزية)
- بارك جين جو على موقع قاعدة بيانات الفيلم (الإنجليزية)
- بارك جين جو على موقع كينوبويسك (الروسية)